# Pakan Rabaa Utara
Pakan Rabaa Utara is een bestuurslaag in het regentschap Solok Selatan van de provincie West-Sumatra, Indonesië. Pakan Rabaa Utara telt 5914 inwoners (volkstelling 2010).